# Välinge socken
Välinge socken i Skåne ingick i Luggude härad, ingår sedan 1971 i Helsingborgs kommun och motsvarar från 2016 Välinge distrikt.
Socknens areal är 31,20 kvadratkilometer varav 30,90 land. År 2000 fanns här 704 invånare. Rögle säteri, tätorterna Utvälinge och Tånga och Rögle samt kyrkbyn Välinge med  sockenkyrkan Välinge kyrka ligger i socknen.

## Administrativ historik
Socknen har medeltida ursprung.  
Vid kommunreformen 1862 övergick socknens ansvar för de kyrkliga frågorna till Välinge församling och för de borgerliga frågorna bildades Välinge landskommun. Landskommunen uppgick 1952 i Kattarps landskommun som 1971 uppgick i Helsingborgs kommun. Församlingen uppgick 2002 i Välinge-Kattarps församling.
1 januari 2016 inrättades distriktet Välinge, med samma omfattning som församlingen hade 1999/2000.  
Socknen har tillhört län, fögderier, tingslag och domsagor enligt vad som beskrivs i artikeln Luggude härad. De indelta soldaterna tillhörde Norra skånska infanteriregementet, Luggude kompani, Södra skånska infanteriregementet, Skytts kompani och Skånska husarregementet, Fleninge skvadron, Majorens kompani.

## Geografi
Välinge socken ligger norr om Helsingborg och sydväst om Ängelholm kring Vege å och vid Skäldervikens innersta del. Socknen är en odlad slättbygd.

## Fornlämningar
Några boplatser från stenåldern är funna. Dessutom finns några små gravhögar från järnåldern.
500 meter öster om kyrkan har påträffats en offersten. På Välingetorps Gård har påträffats boplatser och en del stenyxor detta i närheten till Vege å. Det finns foton både på stenyxorna och offerstenen.

## Befolkningsutveckling
| Befolkningsutvecklingen i Välinge socken 1571-1990 | Befolkningsutvecklingen i Välinge socken 1571-1990 | Befolkningsutvecklingen i Välinge socken 1571-1990 | Befolkningsutvecklingen i Välinge socken 1571-1990 | Befolkningsutvecklingen i Välinge socken 1571-1990 |
| -------------------------------------------------- | -------------------------------------------------- | -------------------------------------------------- | -------------------------------------------------- | -------------------------------------------------- |
|                                                    |                                                    |                                                    |                                                    |                                                    |
| År                                                 |                                                    |                                                    | Invånare                                           |                                                    |
| 1571                                               | 1571                                               |                                                    | 4701                                               | 4701                                               |
| 1620                                               | 1620                                               |                                                    | 4421                                               | 4421                                               |
| 1699                                               | 1699                                               |                                                    | 5491                                               | 5491                                               |
| 1718                                               | 1718                                               |                                                    | 6191                                               | 6191                                               |
|                                                    |                                                    |                                                    |                                                    |                                                    |
| 1810                                               | 1810                                               |                                                    | 971                                                | 971                                                |
| 1820                                               | 1820                                               |                                                    | 1 002                                              | 1 002                                              |
| 1830                                               | 1830                                               |                                                    | 1 118                                              | 1 118                                              |
| 1840                                               | 1840                                               |                                                    | 1 186                                              | 1 186                                              |
| 1850                                               | 1850                                               |                                                    | 1 539                                              | 1 539                                              |
| 1860                                               | 1860                                               |                                                    | 1 826                                              | 1 826                                              |
| 1870                                               | 1870                                               |                                                    | 1 877                                              | 1 877                                              |
| 1880                                               | 1880                                               |                                                    | 1 810                                              | 1 810                                              |
| 1890                                               | 1890                                               |                                                    | 1 861                                              | 1 861                                              |
| 1900                                               | 1900                                               |                                                    | 2 006                                              | 2 006                                              |
| 1910                                               | 1910                                               |                                                    | 1 917                                              | 1 917                                              |
| 1920                                               | 1920                                               |                                                    | 1 762                                              | 1 762                                              |
| 1930                                               | 1930                                               |                                                    | 1 640                                              | 1 640                                              |
| 1940                                               | 1940                                               |                                                    | 1 419                                              | 1 419                                              |
| 1950                                               | 1950                                               |                                                    | 1 283                                              | 1 283                                              |
| 1960                                               | 1960                                               |                                                    | 1 041                                              | 1 041                                              |
| 1970                                               | 1970                                               |                                                    | 885                                                | 885                                                |
| 1980                                               | 1980                                               |                                                    | 767                                                | 767                                                |
| 1990                                               | 1990                                               |                                                    | 710                                                | 710                                                |
| 2000                                               | 2000                                               |                                                    | 704                                                | 704                                                |
|                                                    |                                                    |                                                    |                                                    |                                                    |
| 1 Beräknad folkmängd                               |                                                    |                                                    |                                                    |                                                    |

## Namnet
Namnet skrevs 1393 Välinge och kommer från kyrkbyn. Efterleden är inbyggarbeteckningen inge. Förleden innehåller wäthil, 'vadställe' syftande på ett sådant vid Hasslarpsån vid kyrkan..